# Іслюков Семен Матвійович
Семен Матвійович Іслюков (нар. 7 лютого 1915, село Тайбо-Таушево Тетюського повіту Симбірської губернії, тепер Тетюського району Татарстану, Російська Федерація — 7 жовтня 1998, місто Чебоксари Чувашії, Російська Федерація) — радянський державний діяч, 1-й секретар Чуваського обласного комітету КПРС, голова Ради міністрів Чуваської АРСР, голова Президії Верховної ради Чуваської АРСР. Кандидат у члени ЦК КПРС у 1956—1971 роках. Депутат Верховної ради Чуваської АРСР. Депутат Верховної ради Російської РФСР 4-го, 8—10-го скликань. Депутат Верховної ради СРСР 5—7-го скликань. Кандидат юридичних наук (1950).

## Життєпис
Народився в селянській родині. У 1932—1934 роках — вчитель, директор Іваньковської початкової школи Тетюського району Татарської АРСР.
У 1934—1939 роках — студент Казанського юридичного інституту.
Член ВКП(б) з 1939 року.
У листопаді 1939—1941 роках — слухач Вищої партійної школи при ЦК ВКП(б).
У серпні 1941 — 1943 року — лектор Чуваського обласного комітету ВКП(б); завідувач відділу пропаганди і агітації Чебоксарського міського комітету ВКП(б) Чуваської АРСР.
У 1943 — лютому 1947 року — 3-й секретар, 2-й секретар Чебоксарського міського комітету ВКП(б) Чуваської АРСР.
У лютому 1947 — 1948 року — 3-й секретар Чуваського обласного комітету ВКП(б).
Одночасно 17 березня 1947 — 21 квітня 1955 року — голова Верховної ради Чуваської АРСР.
У 1948—1950 роках — слухач Академії суспільних наук при ЦК ВКП(б).
У 1950 — лютому 1955 року — секретар Чуваського обласного комітету ВКП(б) (КПРС).
3 лютого — 14 листопада 1955 року — голова Ради міністрів Чуваської АРСР.
14 листопада 1955 — 4 січня 1968 року — 1-й секретар Чуваського обласного комітету КПРС. 
4 січня 1968 — 21 березня 1985 року — голова Президії Верховної ради Чуваської АРСР, заступник голови Президії Верховної ради РРФСР.
З березня 1985 року — персональний пенсіонер союзного значення в місті Чебоксарах. Працював відповідальним секретарем, потім заступником голови Чуваського республіканського комітету захисту миру.
Помер 7 жовтня 1998 року в Чебосарах.

## Нагороди
- орден Леніна
- орден Жовтневої Революції
- три ордени Трудового Червоного Прапора
- орден Дружби народів
- орден «Знак Пошани»
- медаль «За трудову доблесть»
- медалі
- Почесний громадянин міста Чебоксари (9.06.1994)